# Sokoľany
Sokoľany (en hongrois : Abaújszakaly) est un village de Slovaquie situé dans la région de Košice.

## Histoire
Première mention écrite du village en 51.
Jusqu'au Traité du Trianon en 1920, le village s'appelait Abaújszakaly et se trouvait dans le comitat d'Abaúj-Torna.
La localité fut annexée par la Hongrie après le premier arbitrage de Vienne le 2 novembre 1938. En 1938, on comptait 859 habitants dans le village qui faisait partie du district de Košice, en hongrois Kassai járás. Durant la période 1938–1945, le nom hongrois Abaújszakaly était d'usage. À la libération, la commune a été réintégrée dans la Tchécoslovaquie reconstituée.

## Démographie

### Évolution de la population
| Année:               | 1994. | 2004.    | 2014.    | 2024.   |
| -------------------- | ----- | -------- | -------- | ------- |
| Nombre de personnes: | 1009  | 1118     | 1309     | 1358    |
| Différence:          |       | +10,80 % | +17,08 % | +3,74 % |

| Année:               | 2023. | 2024.   |
| -------------------- | ----- | ------- |
| Nombre de personnes: | 1357  | 1358    |
| Différence:          |       | +0,07 % |